# Jędrzej Cierniak

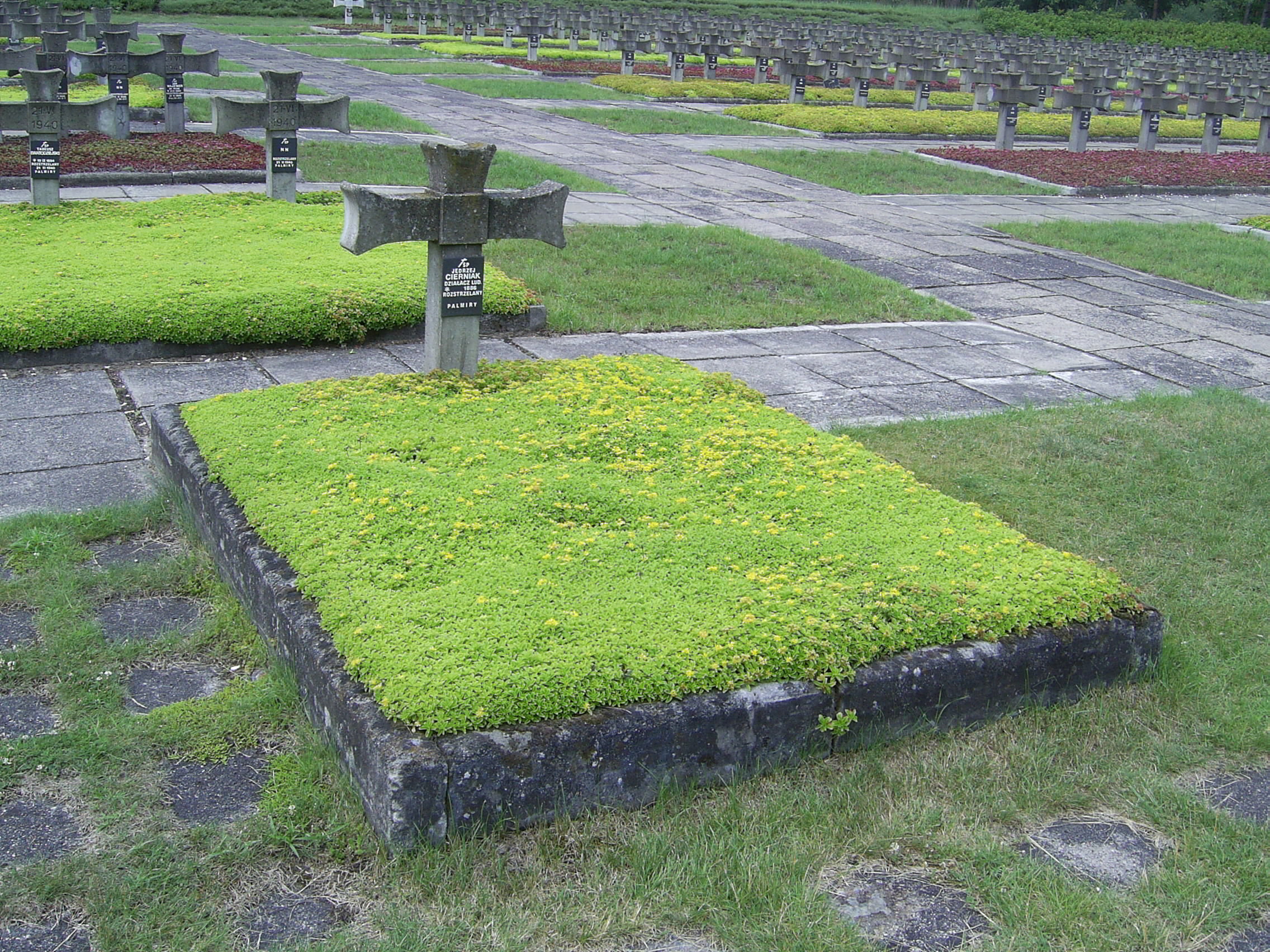
Symboliczny grób Jędrzeja Cierniaka

Jędrzej Cierniak (ur. 15 października 1886 w Zaborowie, zm. 2 marca 1942 w Palmirach) – działacz oświatowy, pedagog, organizator amatorskich teatrów ludowych.

## Życiorys
Urodził się w rodzinie chłopskiej, był najstarszym z pięciorga dzieci. Syn Rozalii z Mucków i Jana. W 1900 ukończył szkołę ludową w Zaborowie. W latach 1900–1908 pobierał naukę w gimnazjum w Bochni. Następnie od 1908 studiował polonistykę i filologię klasyczną na Uniwersytecie Jagiellońskim. W 1914 zgłosił się jako ochotnik do I Brygady Legionów. W 1916 poślubił Zofię Langierównę, rok później odmówił złożenia przysięgi wierności Monarchii Austro-Węgierskiej i oboje byli zmuszeni opuścić Kraków i zamieszkali w Warszawie.
Od 1923 do 1939 redaktor naczelny „Teatru Ludowego”. 18 stycznia 1929 podjął pracę w Ministerstwie Wyznań Religijnych i Oświecenia Publicznego na stanowisku wizytatora Oświaty Pozaszkolnej. W 1929 założyciel i prezes (do 1939) Instytucji Teatrów Ludowych. Jako organizator amatorskiego ruchu teatralnego dążył do zjednoczenia regionalnych Związków Teatrów i Chórów Ludowych, opowiadał się za samorodnym teatrem ludowym sięgającym do pieśni, tańców i zwyczajów ludowych, sam nadawał im formę dramatów i je inscenizował, np. Dożynki – wystawione kilkakrotnie, Szopka krakowska (1926), Wesele krakowskie (1926), Franusiowa dola (1934). Wydał wspólnie z A. Bieniem książkę Teatry ludowe w Polsce (1928). Wybór pism Cierniaka ukazał się w tomie Zaborowska nuta (1956). Wydano także publikację: Jędrzej Cierniak, Źródła i nurty polskiego teatru ludowego. Wybór pism, inscenizacji i listów, oprac. Antoni Olcha (Ludowa Spółdzielnia Wydawnicza, Warszawa 1963, 446 ss.).
W okresie okupacji niemieckiej pracował w Szkole Powszechnej nr 114 na Targówku. Oficjalnie jako nauczyciel języka niemieckiego, faktycznie uczył języka polskiego i historii. W 1940 przewodniczył konspiracyjnemu zarządowi Ludowego Instytutu Oświaty i Kultury. 24 kwietnia 1941 został aresztowany przez gestapo i rozstrzelany w Palmirach, w masowej egzekucji na początku marca 1942. Władysław Bartoszewski w książce Warszawski pierścień śmierci przypuszczał, że egzekucji dokonano na terenie obozu pracy Treblinka I. Symboliczny grób Jędrzeja Cierniaka znajduje się na cmentarzu w Palmirach.

## Odznaczenia
- Srebrny Wawrzyn Akademicki (5 listopada 1935)[3].

## Upamiętnienie
- Jego imię nosi Szkoła Podstawowa nr 114 w Warszawie (Warszawa – Targówek, ul. Remiszewska 40) oraz Publiczne Gimnazjum w Zaborowie.
- Imieniem Jędrzeja Ciernika nazwano jedną z ulic w Zielonej Górze (Raculi).